# Aceria sheldoni
Aceria sheldoni, comúnmente llamado ácaro del brote de los cítricos, ácaro de las yemas de los cítricos o ácaro de las maravillas del limonero es un ácaro perteneciente a la familia Eriophyidae. Puede llegar a ser una plaga en cultivos de cítricos, sobre todo en limoneros en lugares donde haya la alta humedad relativa que necesitan para multiplicarse.

## Descripción

### Morfología
Como todos los eriófidos es un ácaro alargado, cilíndrico, con estiletes bucales y con solo dos pares de patas en la parte anterior del cuerpo. Es muy pequeño (0,2 mm de longitud) por lo que no se puede ver a simple vista, necesitándose una lupa para hacerlo. En las colonias de este ácaro coexisten durante todo el año formas móviles y huevos.

### Desarrollo
El tiempo que necesita para completar una generación oscila  entre 15 días en verano y 30 días en invierno. La temperatura umbral de desarrollo oscila entre 9 y 12 °C. La hembra pone hasta 50 huevos, situándolos en las yemas en formación. Este ácaro es dispersado por el viento o durante la multiplicación vegetativa de material infectado.

### Localización en la planta
Vive en el interior de las yemas y brotes en formación, alimentándose de sus jugos. Al picar las células para alimentarse, provoca una serie de alteraciones que afectan a la formación de las flores, hojas y el propio brote.

## Daños en los cultivos

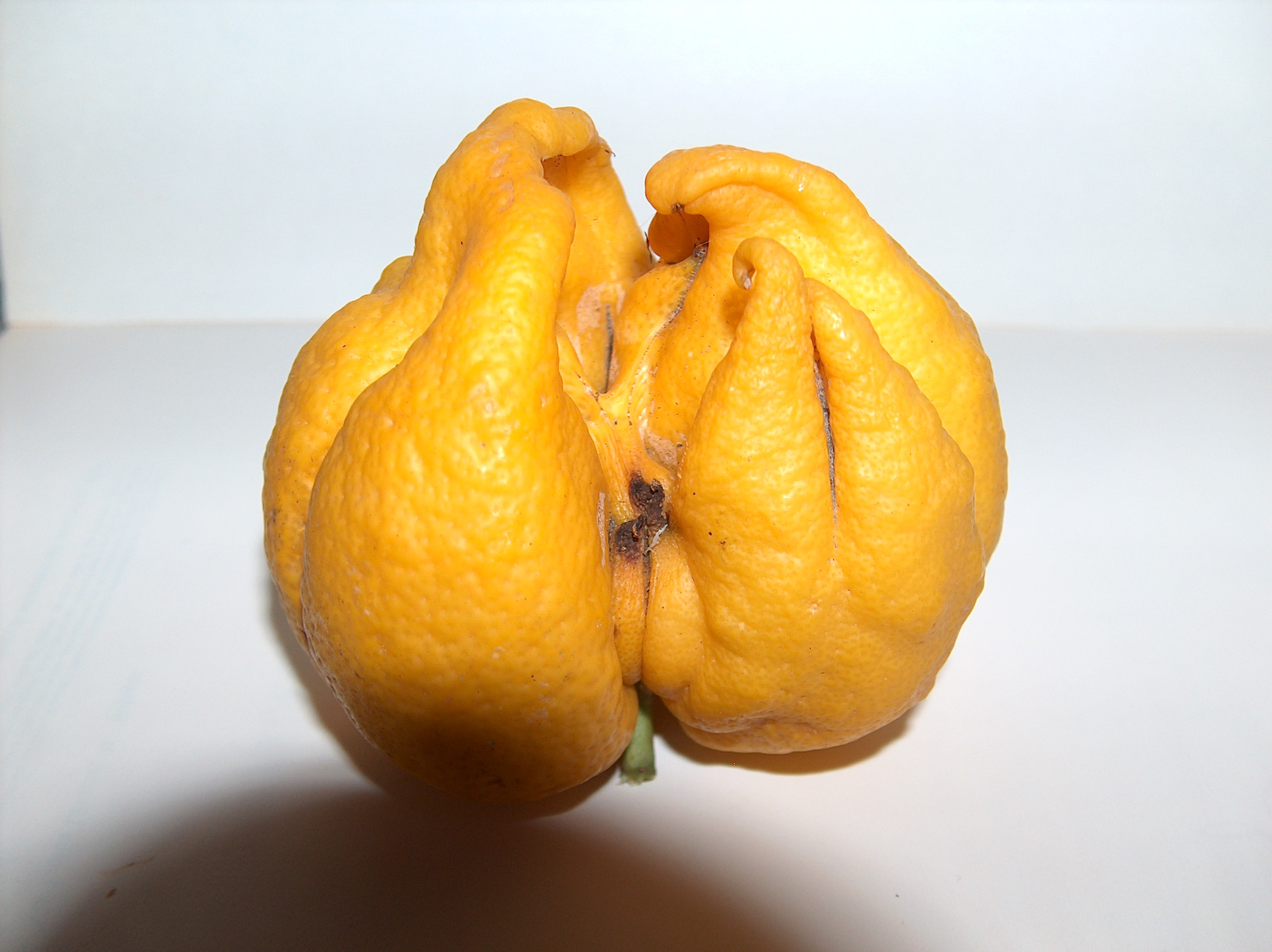
Daño producido en el limón.

En naranjos, los daños producidos son similares aunque menos intensos.

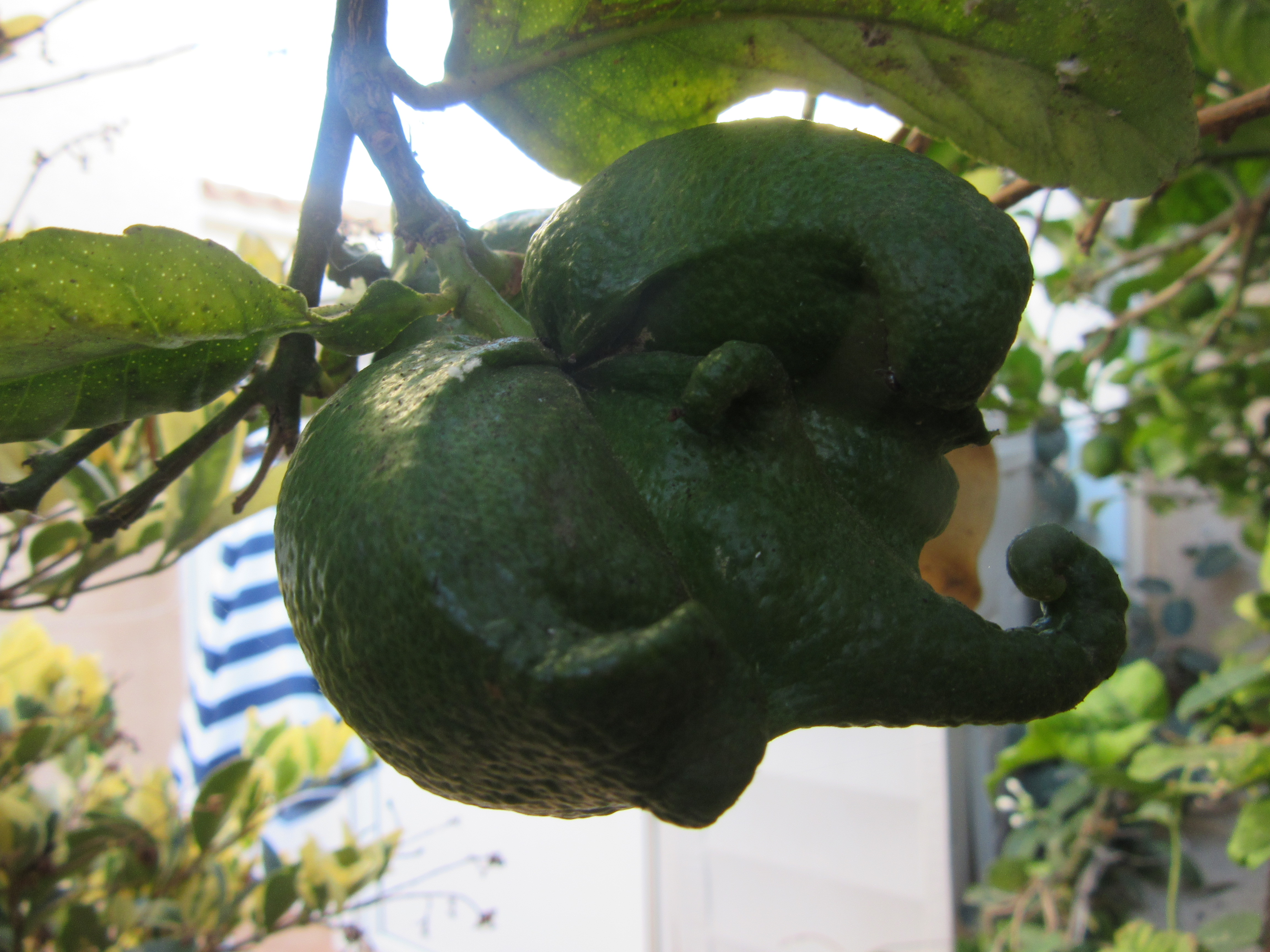
Malformación de un limón producida por Aceria sheldoni

Los daños más graves se muestran en las flores que suelen abortar por la hipertrofia de distintos elementos y que si llegan a cuajar acaban cayendo prematuramente. Excepcionalmente, algunos frutos evolucionan, constituyendo lo que se conoce como monstruos o mal engendros, frutos deformes y con figuras caprichosas. En ataques intensos en limonero puede llegar a destruir el 95% de las yemas y deformar el 50 % de los limones.

## Control

### Control biológico
Otro ácaro,Tydeus californicus Banks, de Estados Unidos, Nueva Zelanda y Europa, se reporta como depredador de este ácaro. Aunque se considera que el control biológico, de momento, es poco eficaz.

### Control químico
Es la solución más común contra la plaga. El umbral de tratamiento es, en general del 30-70% de las yemas infestadas, o bien del 20-30% de brotes con síntomas. Los tratamientos suelen aplicarse en primavera o en otoño, a principios de los periodos de brotación y floración mientras los brotes no son mayores de 5 cm de longitud. En España se suele usar aceite mineral o abamectina. Para saber que productos químicos se pueden utilizar para combatir esta plaga es recomendable acudir al registro de productos fitosanitarios permitidos del país donde se encuentra el cultivo. En el caso de España es el Registro de productos fitosanitarios permitidos (España) Archivado el 17 de agosto de 2015 en Wayback Machine..En todo caso, es muy recomendable contar con los servicios de un asesor técnico de cultivos antes de tomar ninguna medida de control químico.